# Yohanes Harun Yuwono

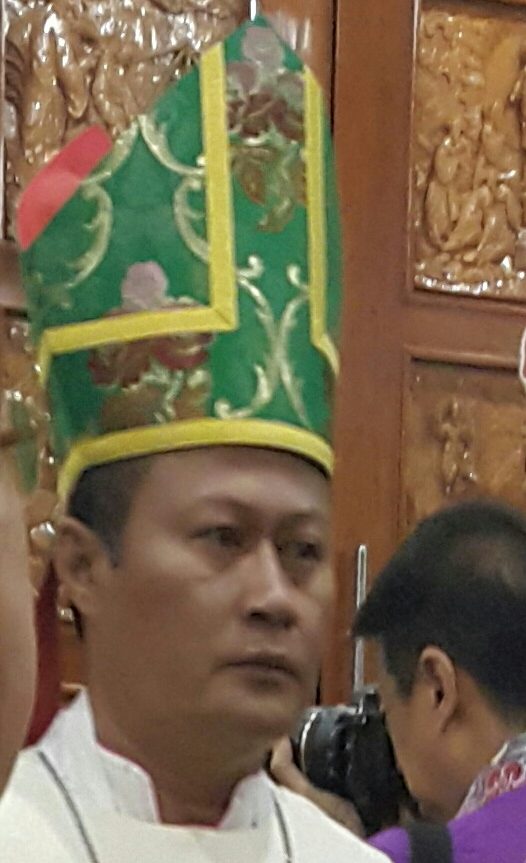
Yohanes Harun Yuwono

Yohanes Harun Yuwono (* 4. Juli 1964 in Way Ray, Padang, Indonesien) ist ein indonesischer Geistlicher und römisch-katholischer Erzbischof von Palembang.

## Leben
Yohanes Harun Yuwono besuchte das Knabenseminar in Palembang und studierte anschließend Philosophie und Theologie am interdiözesanen Priesterseminar in Pematang Siantar. Am 8. Dezember 1992 empfing er das Sakrament der Priesterweihe für das Bistum Pangkal-Pinang.
Nach Tätigkeiten in der Pfarrseelsorge studierte er von 1998 bis 2008 Islamwissenschaft  am Päpstlichen Institut für Arabische und Islamische Studien in Rom, wo er das Lizenziat erwarb. Während dieser Zeit war er zudem in der Priesterausbildung und als Dozent am philosophisch-theologischen Institut in Pematang Siantar tätig. Von 2008 bis 2009 verbrachte er ein Sabbatical auf den Philippinen. In den Jahren 2009 und 2010 leitete er das Diözesansekretariat für die Seelsorge seines Heimatbistums und übernahm 2011 als Regens die Leitung des interdiözesanen Priesterseminars in Pematang Siantar.
Papst Franziskus ernannte ihn am 19. Juli 2013 zum Bischof von Tanjungkarang. Die Bischofsweihe spendete ihm der Erzbischof von Palembang, Aloysius Sudarso SCI, am 10. Oktober desselben Jahres; Mitkonsekratoren waren der Bischof von Pangkal-Pinang, Hilarius Moa Nurak SVD, und der Erzbischof von Medan, Anicetus Bongsu Antonius Sinaga OFMCap.
Am 3. Juli 2021 ernannte ihn Papst Franziskus zum Erzbischof von Palembang. Die Amtseinführung fand am 10. Oktober desselben Jahres statt.